# Juin 2008 en sport

## Dimanche1erjuin
- Rallye : cinquième victoire de la saison pour Sébastien Loeb à l'issue du Rallye de l'Acropole. Sur sa Citroën C4, le Français s'impose devant le Norvégien Petter Solberg (Subaru Impreza) et reprend la tête du championnat au Finlandais Mikko Hirvonen (Ford Focus), arrivé troisième.

## Lundi2 juin2008
- Hockey sur glace, finale de la coupe Stanley : les Penguins de Pittsburgh remportent le 5e match 4 à 3 à la troisième prolongation. Les Red Wings de Détroit mènent toujours la série 3 à 2.
- Surf : Kelly Slater remporte la 4e épreuve du Championnat du Monde de surf à Tavarua aux Fidji. C'est sa 3e victoire en 4 épreuves cette année. C'est aussi sa 38e victoire en Championnat du Monde de surf et la 50e victoire de sa carrière. Il devance l'américain C.J. Hobgood second, le Brésilien Adriano de Souza et l'Australien Taj Burrow 3e ex-aquo. Les français Jérémy Florès et Mikaël Picon terminent 17e ex-aquo.

## Mercredi4 juin2008
- Hockey sur glace : les Red Wings de Détroit remportent leur 11e Coupe Stanley en battant les Penguins de Pittsburgh 3-2 lors du 6e match de la finale.

## Samedi7 juin2008
- Football : ouverture de l'Euro 2008 qui se tient en Suisse et en Autriche.
- Tennis : la Serbe Ana Ivanović remporte le tournoi féminin des Internationaux de France de tennis.

## Dimanche8 juin2008
- Formule 1 : Robert Kubica remporte le Grand Prix du Canada. Il devient le premier pilote polonais de l'histoire à s'imposer en Formule 1, et offre également à son écurie BMW Sauber son premier succès en Grand Prix.
- Tennis : l'Espagnol Rafael Nadal remporte pour la quatrième année consécutive les Internationaux de France de tennis.
- Water-polo : à Marseille, le Montpellier Water-Polo remporte la coupe de France en finale contre le Cercle des nageurs de Marseille[1].

## Samedi14 juin2008
- Surf : l'Hawaiien Kekoa Balcasco bat en finale son compatriote Dustin Barca lors de l'épreuve World Qualifing séries du championnat du monde de surf. Grosse domination des surfeurs hawaiien avec 5 concurrents parmi les 8 premiers, le meilleur français est Patrick Beven 17e.

## Dimanche15 juin2008
- Cyclisme : l'Espagnol Alejandro Valverde remporte le Critérium du Dauphiné libéré.
- Golf : l'Américain Tiger Woods gagne l'US Open de golf.
- Sport automobile :
  - 24 Heures du Mans : l'Audi R10 pilotée par l'Italien Rinaldo Capello, le Britannique Allan McNish et le Danois Tom Kristensen remporte la 76e édition des 24 Heures du Mans. Il s'agit de la huitième victoire au Mans de la marque aux anneaux, la troisième consécutive avec la R10 à moteur TDI. Il s'agit également du huitième succès dans l'épreuve (nouveau record) pour Tom Kristensen.
  - Rallye : Mikko Hirvonen (Ford Focus WRC) remporte le Rallye de Turquie. Grâce à ce succès, son deuxième de la saison, le pilote finlandais reprend la tête du championnat du monde au Français Sébastien Loeb, arrivé troisième de l'épreuve.

## Samedi21 juin2008
- Baseball : les Néerlandais de Kinheim s'imposent 3-2 en 10 manches contre les Italiens des Grosseto Orioles en finale de la Coupe d'Europe de baseball 2008.

## Dimanche22 juin2008
- Athlétisme : le Royaume-Uni chez les hommes et la Russie chez les femmes remportent la 29e et dernière édition de la Coupe d'Europe des nations d'athlétisme qui se tenait à Annecy. À partir de 2009, une nouvelle épreuve nommée Championnat d'Europe des nations remplacera la Coupe d'Europe.
- Formule 1 : doublé de la Scuderia Ferrari à l'occasion du Grand Prix de France 2008, le Brésilien Felipe Massa s'imposant devant son coéquipier finlandais Kimi Räikkönen tandis que l'Italien Jarno Trulli sur Toyota grimpe sur la troisième marche du podium. Au championnat du monde, Massa ravit la tête du classement général au Polonais Robert Kubica.
- Surf : domination brésilenne lors de l'étape homme et femme du Championnat de surf World Qualifying Serie à Bahia avec les victoires d'Adriano de Souza et Silvana Lima (tous deux membres du WCT)

## Principaux rendez-vous sportifs du mois de juin 2008
- 26 au 8 juin. Tennis : Internationaux de France de tennis
- 29 au 1er juin. Rallye : Rallye de l'Acropole
- 29 au 1er juin. Sports équestres : CSIO de Saint-Gall
- 1er. Athlétisme : Golden League à Berlin
- 1er. Moto : Grand Prix d'Italie de vitesse
- 4 au 8. Gymnastique rythmique : Championnats d'Europe à Turin
- 5 au 17 : Basket-ball : Finale NBA aux États-Unis
- 6. Athlétisme : Golden League à Oslo
- 7 au 29. Football : Euro 2008 en Suisse et en Autriche.
- 8. Formule 1 : Grand Prix du Canada à Montréal
- 8. Moto : Grand Prix de Catalogne de vitesse
- 8 au 15. Cyclisme : Dauphiné libéré
- 9 au 15. Tennis : Tournois ATP de Halle (Allemagne), du Queen's à Londres et de Sopot (Pologne) ; Tournois WTA de Birmingham (Royaume-Uni) et de Barcelone (Espagne)
- 12 au 15. Golf : US Open
- 3 au 15. Rallye : Rallye de Turquie
- 14 et 15. Automobile : 24 Heures du Mans
- 14 au 22. Cyclisme : Tour de Suisse
- 15. Basket-ball : finale du championnat de France de ProA
- 16 au 22. Tennis: Tournois ATP de Bois-le-Duc (Pays-Bas), de Nottingham (Royaume-Uni) ; Tournois WTA d'Eastbourne (Royaume-Uni) et de Bois-le-Duc
- 17 au 21. Baseball : Coupe d'Europe de baseball 2008
- 18 au 22. Sports équestres : CSIO de Rotterdam
- 21 et 22. Athlétisme : Coupe d'Europe d'athlétisme à Annecy
- 22. Formule 1 : Grand Prix de France
- 22. Moto : Grand Prix de Grande-Bretagne
- 23 juin au 6 juillet. Tennis : Tournoi de Wimbledon
- 24 juin au 6 juillet. Cricket : Asia Cup
- 28. Moto : Grand Prix des Pays-Bas de vitesse
- 28. Rugby à XV : finale du Top 14
- 28 juin au 24 juillet. Voile : Tour de France à la voile